# Emil Wikström

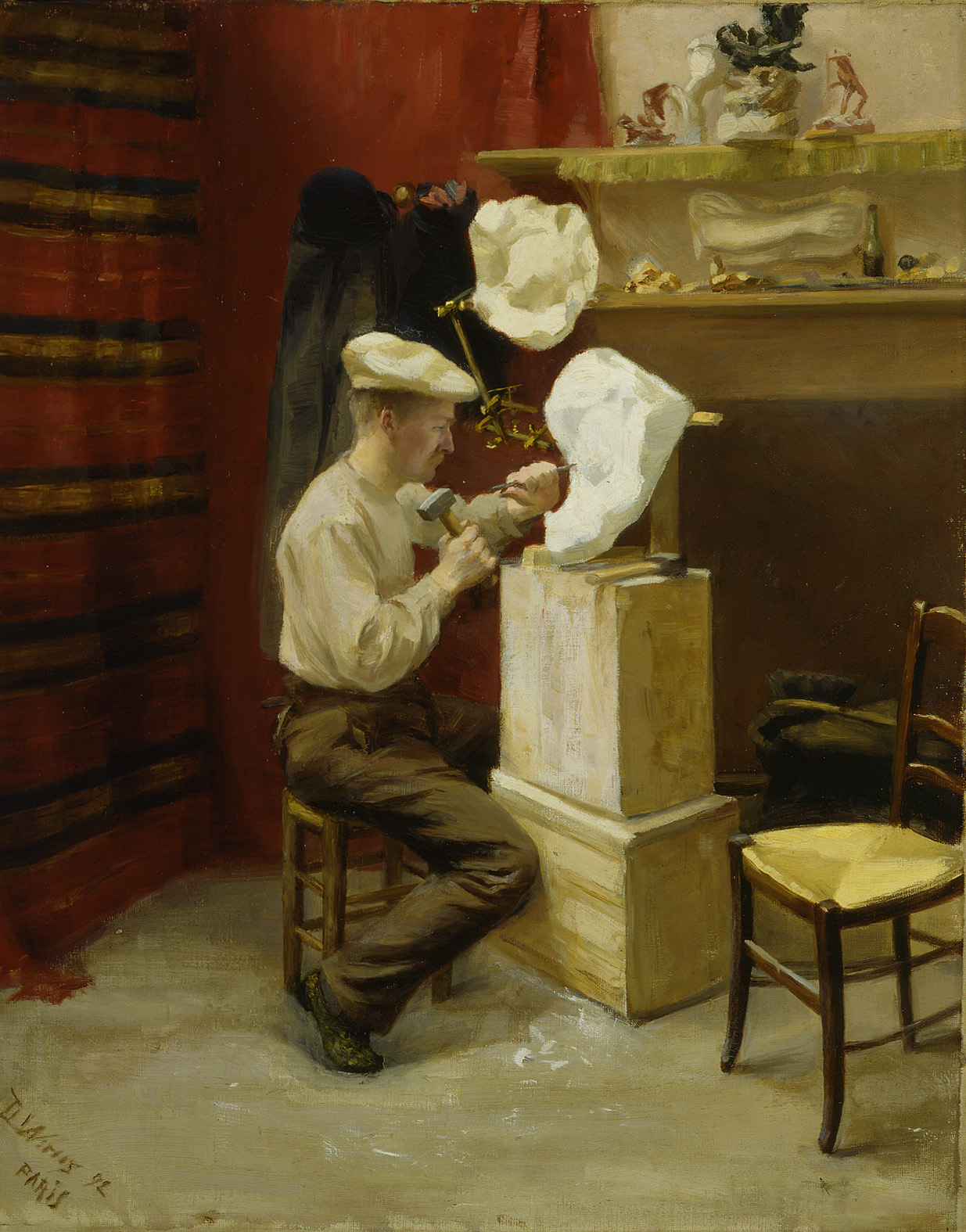
Emil Wikström i hans studio i Paris, Målning av Dora Wahlroos 1892

Emil Erik Wikström, född 13 april 1864 i Åbo, död 26 september 1942 i Helsingfors, var en finländsk skulptör.

## Biografi
Emil Wikström var son till en byggmästare och en bonddotter. Han gjorde sig i sin ungdom bemärkt genom träskulptur och fick med understöd studera vid Finska Konstföreningens skolor i Åbo och Helsingfors samt reste med ett litet statsstipendium till Wien 1883 för att utbilda sig i ornamentsmodellering och xylografi. Han studerade i Wien 1883–85, därpå ett år i Paris och vistades sedan i Helsingfors, där han modellerade statyn Smultronflicka (Konstföreningens galleri). Därefter studerade han skulptur i Wien och Paris 1887–92 med ett uppehåll i hemlandet 1890–91, där han utförde skulpturen Stockflottare. År 1893 fick han vid en tävling första priset för gavelgrupp till Ständerhusets fasad, framställande Alexander I omgiven av Finlands ständer vid lantdagen i Borgå 1809. Gruppen avtäcktes 1903.
Hans nästa monumentalverk blev Elias Lönnrots monument. Han vann första priset 1899, men utförde därefter ett nytt förslag, som blev antaget och utfört (avtäcktes 1902) i Helsingfors; det framställer Lönnrot mellan Väinämöinen och den unga flicka, som enligt sägnen erbjöd siaren sitt gyllene hår till strängar på hans kantele). Mellan dessa båda verk faller Fredrik Pacius’ byst i Kaisaniemi, Helsingfors, 1895). 
Till hans verk hör även J. V. Snellmans monument i Helsingfors och skulpturerna utanför Helsingfors centralstation. Wikströms skulpturverk beröms för realistisk hållning, kraftfull karakteristik, känsloinnerlighet och vekt behag. Flera av sina alster har han själv gjutit i brons i det gjuteri som han inrättade 1903.
Han bodde från 1893 på Visavuori i Valkeakoski, som nu är ett konstnärsmuseum. Han är begravd på Sandudds begravningsplats i Helsingfors.

## Andra verk (urval)
- När oskulden sover (barnhuvud, 1891, Åbo museum)
- Invokation (kvinnlig byst, 1895, i marmor 1897)
- Moder och barn (halvfigurer i marmor, Paris, 1900)
- Fattiga barn (grupp i brons, 1903, alla tre i galleriet i Helsingfors)
- Tidsgudens fånge (grupp i trä, 1897)
- Vår postgubbe (brons, Åbo museum)
- Värdinnan i Tuonella
- Tavastländsk bonde
- Döende flicka
- Byst av Mikael Agricola (Viborg)

### Galleri

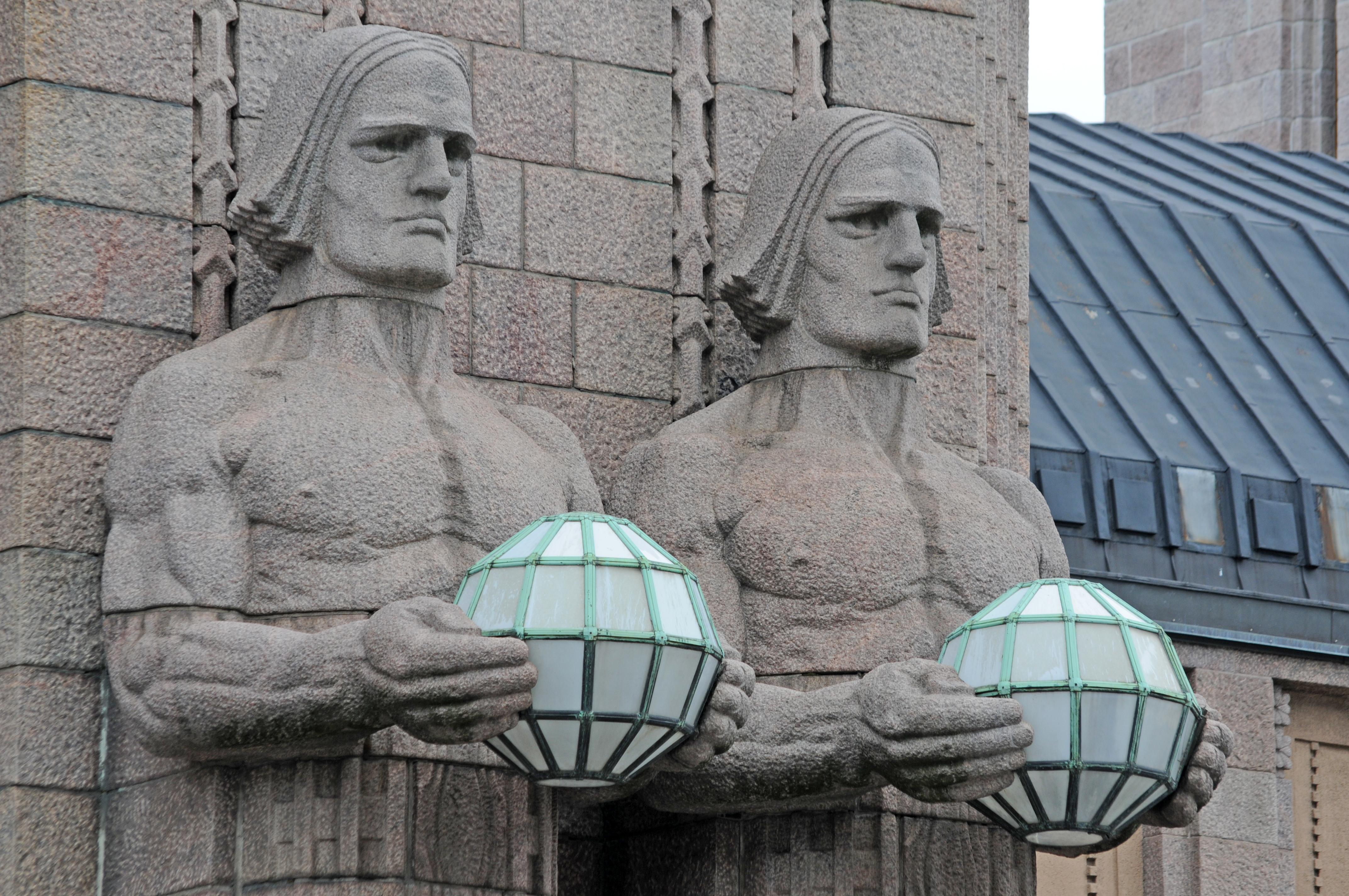
Två av de fyra granitskulpturer som kantar huvudentrén till Helsingfors centralstation
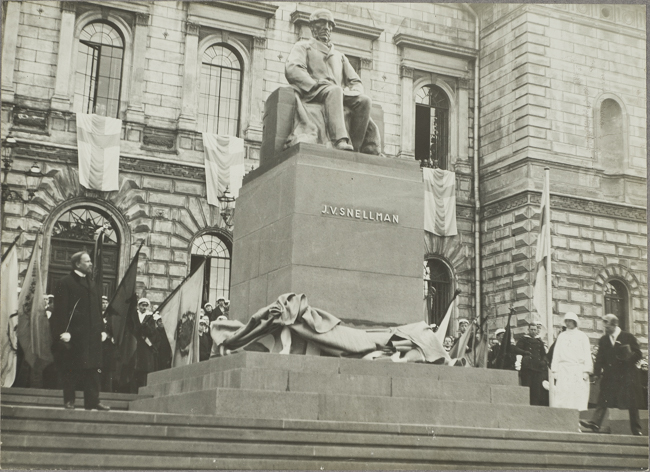
Avtäckningen J. V. Snellmans monument utanför Finlands Bank i Helsingfors 1923
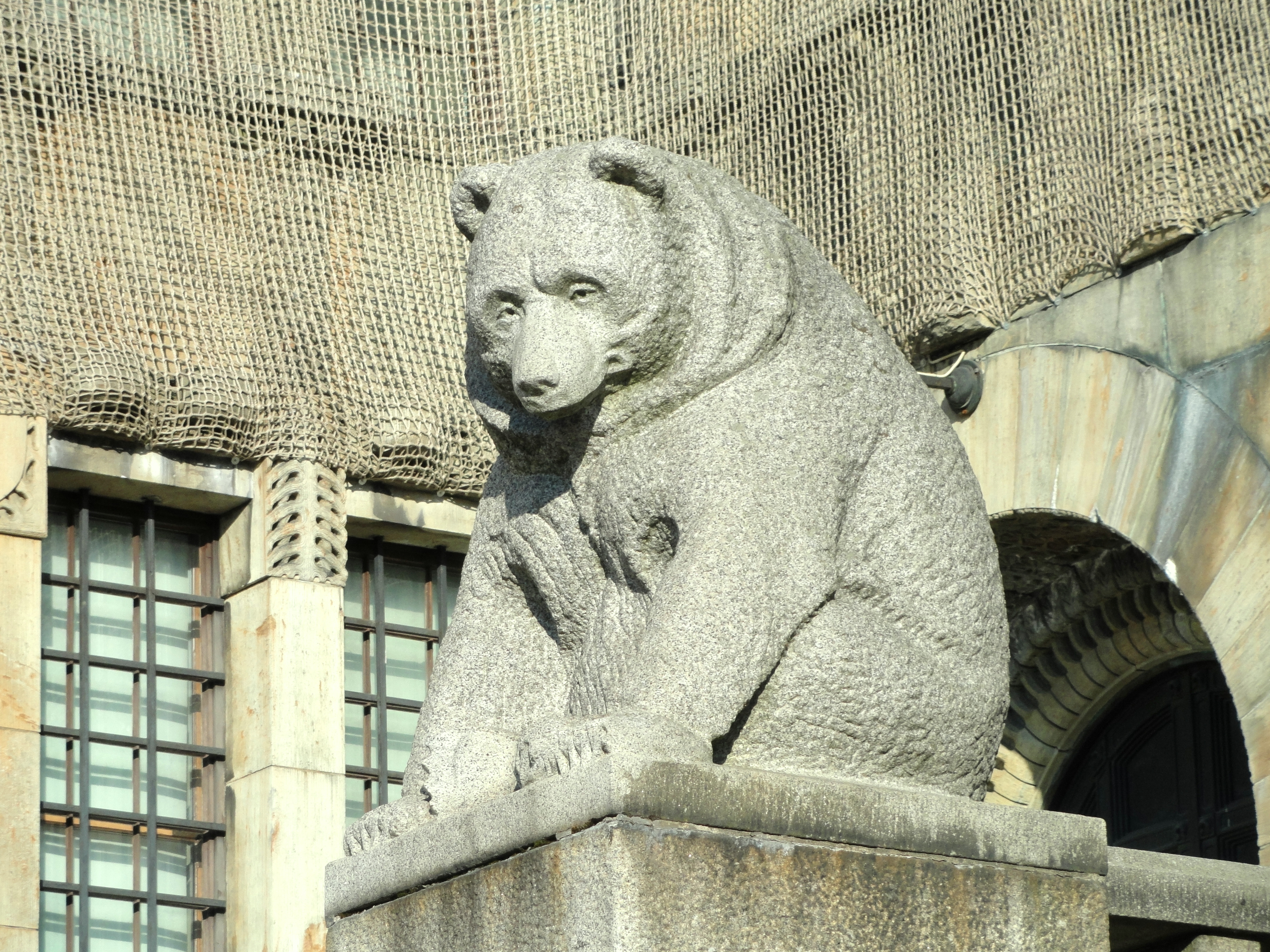
Björnskulptur vid Finlands nationalmuseum
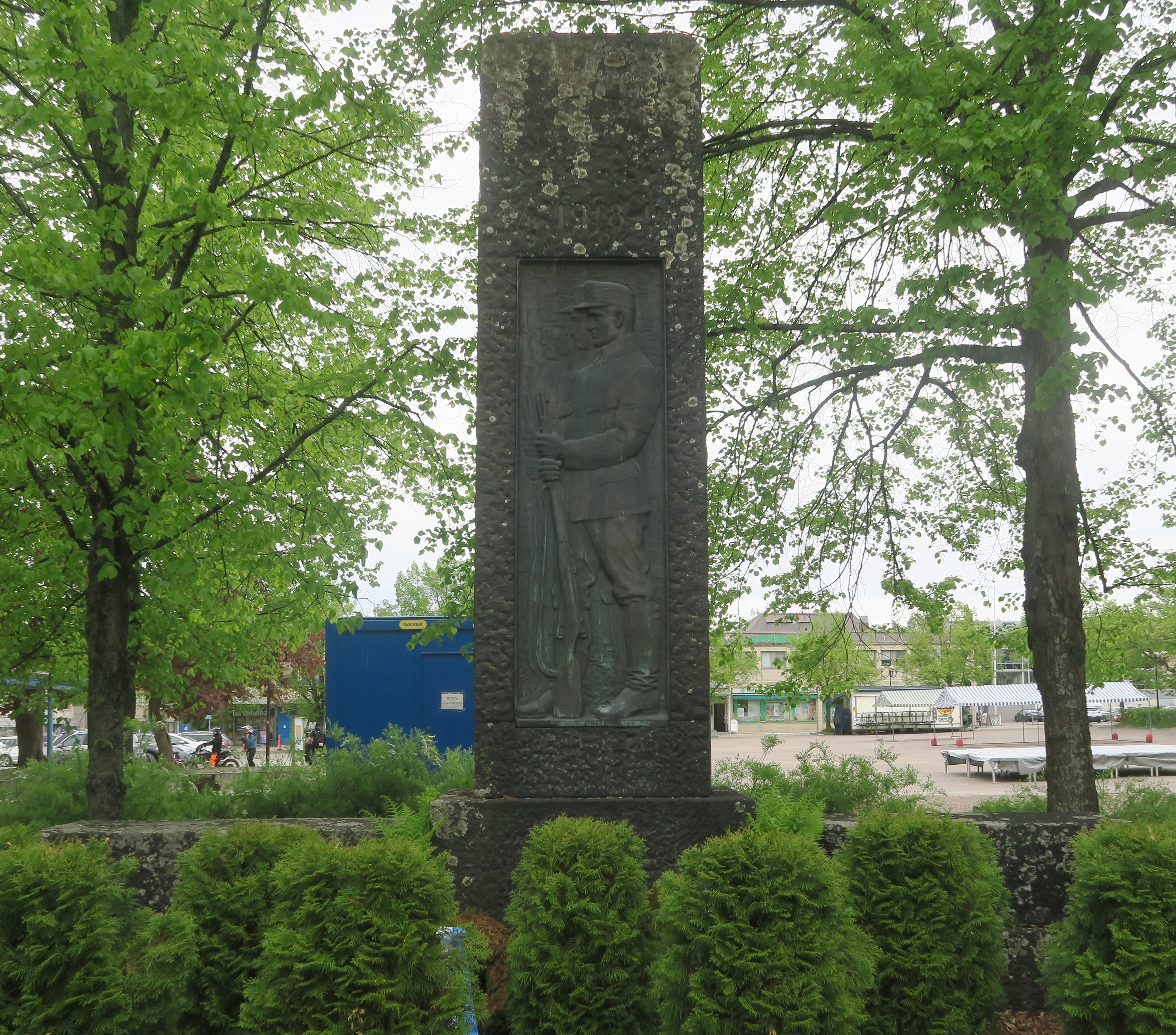
Minnesmärke i Heinola över Finska inbördeskriget